# Libnotes (Libnotes) inusitata
Libnotes (Libnotes) inusitata is een tweevleugelige uit de familie steltmuggen (Limoniidae). De soort komt voor in het Australaziatisch gebied.